# Léon Goldberg
Léon (Lejb) Goldberg, ps. Julien (ur. 14 lutego 1924 w Łodzi, zm. 21 lutego 1944 w Suresnes) – działacz francuskiego ruchu oporu, walczący w FTP-MOI. 

## Życiorys
Urodził się w rodzinie żydowskiej w Polsce, w roku 1929, wraz z rodzicami, zamieszkał na stałe w Paryżu. Miał dwóch młodszych braci, Henry’ego i Maxa. Jego rodzice i bracia zostali aresztowani w czasie słynnej obławy Vel d’Hiv, a następnie wywiezieni do Auschwitz-Birkenau w lecie 1942. Najprawdopodobniej to wiadomość o ich losie (zostali zdradzeni przez sąsiadkę) skłoniła Goldberga do wstąpienia w szeregi imigranckich jednostek ruchu oporu tworzonych przez nielegalną PCF. Przybrał wówczas pseudonim Julien oraz zaczął posługiwać się dokumentami na nazwisko Gerarda Chartona. 
Goldberg działał w grupie dowodzonej przez Josepha Boczova, specjalizującej się w atakach na pociągi hitlerowskie i sabotażu na liniach kolejowych. 21 października 1943 udał się na kolejną taką akcję razem z Boczovem, Mosze Fingercwajgiem i Thomasem Elekiem. Ich celem było zatrzymanie konwoju niemieckiego na linii Paryż-Troyes. Atak grupy zakończył się połowicznym sukcesem, w dodatku aktywiści ruchu oporu nie zdawali sobie sprawy z tego, że są śledzeni. Goldberg został zatrzymany w Mormant i postawiony przed sądem razem z całą grupą Manukiana. Skazany na karę śmierci, został rozstrzelany w forcie Mont Valérien. 